# 艾薇薇
艾薇薇（1989年3月30日—2011年5月4日），江苏人，知名模特儿和世界杯宝贝。

## 生平
艾薇薇16岁就因为家庭贫寒而离开家庭，一边打工挣钱一边上学，大专毕业后在福州工作，随后去上海发展，签约聚龙网络影视传媒，成为其旗下终身模特儿，并且一直来往于北京、上海、福州三地，是聚龙网络影视传媒的一姐。因为长期通宵达旦地劳累工作，她患上了急性混合细胞白血病，2011年5月14日凌晨，艾薇薇在福建一家医院因治疗无效而去世，终年22岁，去世前父母、男友及好友均在身边。

## 评价
艾薇薇的经纪人朱兴说：“她为了工作，有时候可以三天三夜不眠不休。”，“艾薇微是个倔强的小姑娘，做事很认真，甚至可以说是‘工作狂’，通宵工作是常有的事。”